# Ritorno in Borgogna
Ritorno in Borgogna (Ce qui nous lie) è un film del 2017 diretto da Cédric Klapisch.

## Trama
Alla morte del padre, i tre figli ne ereditano i vigneti e le proprietà in Borgogna. Si tratta ora di affrontare il lutto, fronteggiare i problemi della successione della proprietà, oltre che prendere decisioni per le vendemmie a venire.